# III liga polska w piłce siatkowej mężczyzn (2008/2009)
III liga polska w piłce siatkowej mężczyzn 2008/2009 – rozgrywki czwartej w hierarchii po PLPS (PlusLidze), I lidze i II lidze - klasy męskich ligowych rozgrywek siatkarskich w Polsce. Rywalizacja w niej toczy się systemem ligowym - o awans do II ligi, a za jej prowadzenie odpowiadają Wojewódzkie Związki Piłki Siatkowej. W niektórych województwach gra się rundy play-off. Najlepsze dwie drużyny każdego z województw miały prawo wystąpić w turniejach o awans do II ligi organizowanych przez Polski Związek Piłki Siatkowej - półfinałowych i finałowych. W każdym turnieju udział brały 4 drużyny. W półfinałowych 2 najlepsze z każdego z nich awansowały dalej, a w turniejach finałowych tylko najlepsza drużyna każdego z turniejów awansowała bezpośrednio do II ligi, natomiast drużyny z drugich miejsc rozgrywały z drużynami z II ligi dwumecz barażowy o awans. W niektórych województwach najsłabsze drużyny są relegowane do IV ligi, jeśli w danym województwie ona funkcjonuje.

## Turnieje półfinałowe[1]

### Tomaszów Mazowiecki
| miejsce | drużyna                            | mecze | punkty | sety | małe punkty |
| ------- | ---------------------------------- | ----- | ------ | ---- | ----------- |
| 1       | KPS RKS Lechia Tomaszów Mazowiecki | 3     | 6      | 9:2  | 271:207     |
| 2       | UMKS Kęczanin Kęty                 | 3     | 5      | 7:4  | 248:229     |
| 3       | SSPS OPEN Czarni Oleszyce          | 3     | 4      | 4:6  | 206:220     |
| 4       | WUKS Junior Stolarka Wołomin       | 3     | 3      | 1:9  | 181:250     |

     awans do turnieju finałowego

### Strzyżów
| miejsce | drużyna              | mecze | punkty | sety | małe punkty |
| ------- | -------------------- | ----- | ------ | ---- | ----------- |
| 1       | MKS Wisłok Strzyżów  | 3     | 5      | 8:6  | 303:280     |
| 2       | KS Wanda Kraków      | 3     | 5      | 8:7  | 326:324     |
| 3       | LKS Kłos Olkusz      | 3     | 4      | 7:8  | 305:318     |
| 4       | LKS Zawisza Pajęczno | 3     | 4      | 6:8  | 307:319     |

     awans do turnieju finałowego

### Lublin
| miejsce | drużyna                      | mecze | punkty | sety | małe punkty |
| ------- | ---------------------------- | ----- | ------ | ---- | ----------- |
| 1       | AZS UW Warszawa              | 3     | 6      | 9:1  | 75:52       |
| 2       | AZS Politechnika Lubelska    | 3     | 5      | 7:6  | 114:109     |
| 3       | LUKS Żubr TL Białowieża      | 3     | 4      | 4:8  | 52:75       |
| 4       | MKS Truso Grupa Wodna Elbląg | 3     | 3      | 4:9  | 109:114     |

     awans do turnieju finałowego

### Ełk
| miejsce | drużyna                      | mecze | punkty | sety | małe punkty |
| ------- | ---------------------------- | ----- | ------ | ---- | ----------- |
| 1       | UKS Orion G2 Bielsk Podlaski | 3     | 5      | 8:4  | 0:0         |
| 2       | UMKS MOS Wola II Warszawa    | 3     | 5      | 7:5  | 0:0         |
| 3       | ULKS Wolanka Wola Osowińska  | 3     | 5      | 8:6  | 96:82       |
| 4       | UMKS FPP Mikro Ełk           | 3     | 3      | 1:9  | 82:96       |

     awans do turnieju finałowego

### Trzebiatów
| miejsce | drużyna                           | mecze | punkty | sety | małe punkty |
| ------- | --------------------------------- | ----- | ------ | ---- | ----------- |
| 1       | Trefl SA Piłka Siatkowa Gdańsk II | 3     | 6      | 9:2  | 75:41       |
| 2       | LZS Jastrzębie Lipno              | 3     | 5      | 6:5  | 41:75       |
| 3       | TSS Nowa Rega Trzebiatów          | 3     | 4      | 4:6  | 78:60       |
| 4       | GLKS Polanin Strzałkowo           | 3     | 3      | 3:9  | 60:78       |

     awans do turnieju finałowego

### Bydgoszcz
| miejsce | drużyna                   | mecze | punkty | sety | małe punkty |
| ------- | ------------------------- | ----- | ------ | ---- | ----------- |
| 1       | BKS Chemik Bydgoszcz      | 2     | 4      | 6:2  | 183:158     |
| 2       | KS Grześki Goplana Kalisz | 2     | 3      | 3:4  | 155:157     |
| 3       | MKS Korab Puck            | 2     | 2      | 3:6  | 183:206     |

     awans do turnieju finałowego

### Wrocław
| miejsce | drużyna                         | mecze | punkty | sety | małe punkty |
| ------- | ------------------------------- | ----- | ------ | ---- | ----------- |
| 1       | KS Burza Wrocław                | 3     | 5      | 8:5  | 286:255     |
| 2       | AZS Politechnika Śląska Gliwice | 3     | 5      | 8:5  | 288:280     |
| 3       | LZS TOR Dobrzeń Wielki          | 3     | 5      | 8:6  | 307:312     |
| 4       | MLKS "Volley" Gubin             | 3     | 3      | 1:9  | 212:246     |

     awans do turnieju finałowego

### Kędzierzyn-Koźle
| miejsce | drużyna                | mecze | punkty | sety |
| ------- | ---------------------- | ----- | ------ | ---- |
| 1       | MOSiR Bauer Mysłowice  | 3     | 6      | 9:1  |
| 2       | KS Bielawianka Bielawa | 3     | 5      | 6:5  |
| 3       | MMKS Kędzierzyn Koźle  | 3     | 4      | 5:6  |
| 4       | WKS "Sobieski" Żagań   | 3     | 3      | 1:9  |

     awans do turnieju finałowego

## Turnieje finałowe[2]

### Gdańsk
| miejsce | drużyna                            | mecze | punkty | sety | małe punkty |
| ------- | ---------------------------------- | ----- | ------ | ---- | ----------- |
| 1       | Trefl SA Piłka Siatkowa Gdańsk II  | 3     | 6      | 9:3  | 281:239     |
| 2       | KPS RKS Lechia Tomaszów Mazowiecki | 3     | 5      | 8:4  | 274:246     |
| 3       | AZS Politechnika Lubelska          | 3     | 4      | 3:8  | 212:251     |
| 4       | AZS Politechnika Śląska Gliwice    | 3     | 3      | 4:9  | 268:299     |

     - awans do II ligi
     - baraż o awans

### Wrocław
| miejsce | drużyna              | mecze | punkty | sety | małe punkty |
| ------- | -------------------- | ----- | ------ | ---- | ----------- |
| 1       | AZS UW Warszawa      | 3     | 6      | 9:1  | 151:116     |
| 2       | KS Burza Wrocław     | 3     | 5      | 7:5  | 174:153     |
| 3       | UMKS Kęczanin Kęty   | 3     | 4      | 5:6  | 170:175     |
| 4       | LZS Jastrzębie Lipno | 3     | 3      | 0:9  | 99:150      |

     - awans do II ligi
     - baraż o awans

### Bydgoszcz
| miejsce | drużyna                   | mecze | punkty | sety | małe punkty | adnotacje                             |
| ------- | ------------------------- | ----- | ------ | ---- | ----------- | ------------------------------------- |
| 1       | BKS Chemik Bydgoszcz      | 3     | 6      | 9:2  | 269:201     |                                       |
| 2       | UMKS MOS Wola II Warszawa | 3     | 4      | 5:6  | 224:242     | brak zgłoszenia do udziału w barażach |
| 3       | MKS Wisłok Strzyżów       | 3     | 4      | 5:8  | 264:296     |                                       |
| 4       | KS Bielawianka Bielawa    | 3     | 4      | 4:7  | 241:259     |                                       |

     - awans do II ligi
     - baraż o awans

### Mysłowice
| miejsce | drużyna                      | mecze | punkty | sety | małe punkty | adnotacja                                       |
| ------- | ---------------------------- | ----- | ------ | ---- | ----------- | ----------------------------------------------- |
| 1       | MOSiR Bauer Mysłowice        | 3     | 5      | 8:5  | 297:284     | brak zgłoszenia do przyszłych rozgrywek II ligi |
| 2       | KS Grześki Goplana Kalisz    | 3     | 5      | 7:5  | 276:249     |                                                 |
| 3       | KS Wanda Kraków              | 3     | 5      | 8:6  | 294:277     | awans decyzją PZPS                              |
| 4       | UKS Orion G2 Bielsk Podlaski | 3     | 3      | 2:9  | 212:269     |                                                 |

     - awans do II ligi
     - baraż o awans

## Baraże o awans[3]
| gospodarz              | gość                   | wynik | wyniki setów                      |
| ---------------------- | ---------------------- | ----- | --------------------------------- |
| MKS MDK Trzcianka      | Lechia Tomaszów Maz.   | 2:3   | 25:16, 23:25, 25:20, 28:30, 13:15 |
| Lechia Tomaszów Maz.   | MKS MDK Trzcianka      | 3:1   | 25:15, 28:30, 25:20, 31:29        |
|                        |                        |       |                                   |
| Delic Pol Częstochowa  | Wisłok Strzyżów        | 3:0   | 25:23, 25:21, 26:24               |
| Wisłok Strzyżów        | Delic Pol Częstochowa  | 0:3   | 18:25, 16:25, 22:25               |
|                        |                        |       |                                   |
| Czarni Pruszcz Gdański | Burza Wrocław          | 3:0   | 25:19, 25:21, 25:22               |
| Burza Wrocław          | Czarni Pruszcz Gdański | 3:1   | ? (brak danych)                   |
|                        |                        |       |                                   |
| Resovia II Rzeszów     | Grześki Goplana Kalisz | 1:3   | ? (brak danych)                   |
| Grześki Goplana Kalisz | Resovia II Rzeszów     | 3:2   | 19:25, 25:23, 25:22, 15:25, 15:11 |

### Awans do II ligi po barażu
- Lechia Tomaszów Mazowiecki
- Delic Pol Częstochowa (utrzymanie w II lidze)
- Wisłok Strzyżów (awans decyzją PZPS)
- Czarni Pruszcz Gdański (utrzymanie w II lidze)
- Burza Wrocław (awans decyzją PZPS)
- Grześki Goplana Kalisz
- Resovia II Rzeszów (utrzymanie w II lidze decyzją PZPS)